# КК Електра Шоштањ
КК Електра је словеначки кошаркашки клуб из Шоштања. Основан је 1948. године. Такмичи се у Првој лиги Словеније.